# Préparation militaire Gendarmerie

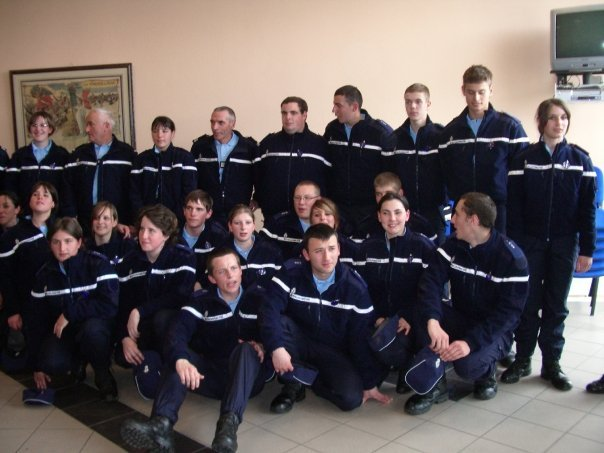
Un peloton PMG (2009)

La préparation militaire gendarmerie est une formation d'une vingtaine de jours organisée par les régions de Gendarmerie. Son but est de former et de recruter des réservistes opérationnels. Il existe environ quatre formations chaque année en régions, généralement durant les vacances scolaires.
À l'issue de cette formation, suivant ses résultats et s'il le souhaite, le stagiaire peut signer un engagement à servir dans la réserve (ESR). Après cette signature, le réserviste est employé en moyenne trente jours par an, selon sa disponibilité, comme militaire du rang de réserve et sous la responsabilité de gradés. 
Grâce à une formation continue, et à ses opérations en brigade, un réserviste, initialement brigader, peut monter en grade. Il doit néanmoins passer l'APJA (formation de droit[pas clair], agent de police judiciaire adjoint) pour avoir accès aux grades des sous-officiers. Chaque année et en fonction du nombre de jour effectués, le réserviste fait l'objet d'une notation pouvant motiver par la suite une inscription au tableau d'avancement pour monter en grade.
La durée de la PMG étant restreinte à vingt jours environ, elle est centrée sur l'apprentissage des règles et de l'éthique militaires, sur l'exercice des missions confiées aux gendarmes (en tant que militaires et agents de la force publique), sur la maîtrise des armes (PAMAS G1, Sig-Sauer SP 2022, FA-MAS) et aux gestes de première urgence.

## La formation
Les sujets de formation sont groupées en trois catégories :
- Formation militaire
  - Ordre serré
  - École d'intervention tactique
  - Déontologie et Éthique militaires
- Formation générale
  - Entraînement physique général
  - Course d’orientation
  - Relations humaines
  - Expression écrite
- Formation professionnelle
  - Intervention professionnelle
  - Maîtrise des armes
  - Maîtrise sans armes de l'adversaire
  - Maîtrise avec armes de l'adversaire
  - Connaissances générales de la Gendarmerie
  - Exécution du service en gendarmerie départementale
  - Exécution du service en gendarmerie mobile
  - Service de police de la circulation
  - Transmissions
  - Secourisme
  - Renseignement

L'obtention du brevet PMG est fonction d'un contrôle continu : il faut donc une moyenne supérieure ou égale à dix aux examens écrits, ainsi que la validation des attestations secourisme (PSC 1), et pistolet automatique (certificat d'aptitude à la pratique du tir). Il est également possible d'obtenir un brevet d'aptitude à l’utilisation du bâton de protection télescopique.
La PMG est une formation initiale qui doit obligatoirement être suivie par le DAR (diplôme d'aptitude à la réserve) dans les cinq ans qui suivent pour permettre à son détenteur de continuer à exercer en tant que réserviste. Le DAR permet également d'être nommé brigadier. Il est également possible mais non obligatoire de passer, après le DAR, l’APJA (formation pour devenir agent de police judiciaire adjoint).

## Programme détaillé de la PMG
La formation comprend 115 heures :
- Formation générale (32 heures)
  - Connaissance du milieu professionnel (6 heures)
  - Déontologie et éthique militaire (7 heures)
  - Formation à l'accueil (3 heures)
  - Préparation générale au métier (14 heures)
  - Entraînement physique général (2 heures)
- Formation militaire (6 heures)
  - Connaissance du milieu militaire (4 heures)
  - Topographie (2 heures)
- Formation professionnelle et tir (77 heures)
  - Exécution du service de la gendarmerie départementale (3 heures)
  - Exécution du service de la gendarmerie mobile (3 heures)
  - Formation aux télécommunications (7 heures)
  - Intervention professionnelle (64 heures)

## Le rôle de la PMG
La préparation militaire gendarmerie permet d'entrer dans la réserve opérationnelle de la gendarmerie, donnant ainsi accès à un travail de gendarme de trente jours par année civile. Le but de la réserve est ici de renforcer l'effectif d'une brigade durant de grands événements, une catastrophe (par exemple une inondation ou un tremblement de terre) ou lorsque l'effectif est insuffisant, notamment en été.

## Le PEOR
Après avoir suivi une PMG, il est possible de poursuivre avec une formation complémentaire, le peloton d'élèves officiers de réserve (PEOR). Cette formation permet, après plusieurs années d'expérience et de formation, d'assumer des missions d'encadrement et de commandement au sein de la gendarmerie en tant qu'officier. Cependant, il est requis de posséder un bac +2 et d'avoir obtenu des résultats exceptionnels lors de la PMG. Le PEOR est une formation nationale, organisée une fois par an et d'une durée de cinq semaines, qui se déroule à l'Académie militaire de la Gendarmerie nationale (AMGN), anciennement l'EOGN. Très sélective, cette formation inclut notamment des enseignements en gestion du personnel, commandement et direction de tir. À l'instar des officiers d'active, les officiers de réserve promus au grade de lieutenant se voient délivrer le diplôme de qualification militaire (DQM).